# 't Ganzenest
't Ganzenest is een restaurant in Rijswijk. De eetgelegenheid werd in 1987 geopend door Harry Visbeen en was negen jaar onderscheiden met een Michelinster. Het restaurant sloot in 2008. Erik Tas heropende de zaak in 2020 en is sinds 2022 opnieuw in het bezit van een Michelinster.

## Locatie
Het restaurant was tot 1999 aan het Groenewegje in de Zuid-Hollandse plaats Den Haag gevestigd, eerst op nummer 75-a en later op nummer 115. In 1999 is het restaurant verhuisd naar Delftweg 58 in Rijswijk. Het gebouw is een voormalig fabrieksgebouw.

## Geschiedenis

### Tijdperk Visbeen
Chef-kok Harry Visbeen opende de eetgelegenheid in 1987 in Den Haag. In de periode 1994 tot 2002 en in 2005 had 't Ganzenest een Michelinster en in 2003 een Bib Gourmand. De zaak verhuisde in 1999 naar Rijswijk, waar het tot de sluiting in 2007 was gevestigd. De eetgelegenheid is gedwongen gesloten door financiële moeilijkheden en een dreigend faillissement. Volgens de eigenaar was dit het gevolg van de recessie. Hierna zat van 2009 tot 2020 restaurant Niven in het pand.

### Tijdperk Tas
In september 2020 opende 't Ganzenest opnieuw zijn deuren nadat Erik Tas het overnam. Dit betreft zijn derde restaurant, na BijErik en Bistro nr.11. Het restaurant biedt ook ruimte voor bijeenkomsten en is voorzien van een aantal hotelkamers. In 2022 ontving het opnieuw een Michelinster. Het restaurant had in 2024 15,5 van de 20 punten in de GaultMillau-gids. De zaak staat in de top 100 van de Nederlandse culinaire gids Lekker, in 2023 stonden zij op plaats 96 van beste restaurants van het land.